# 大熊山国有林场

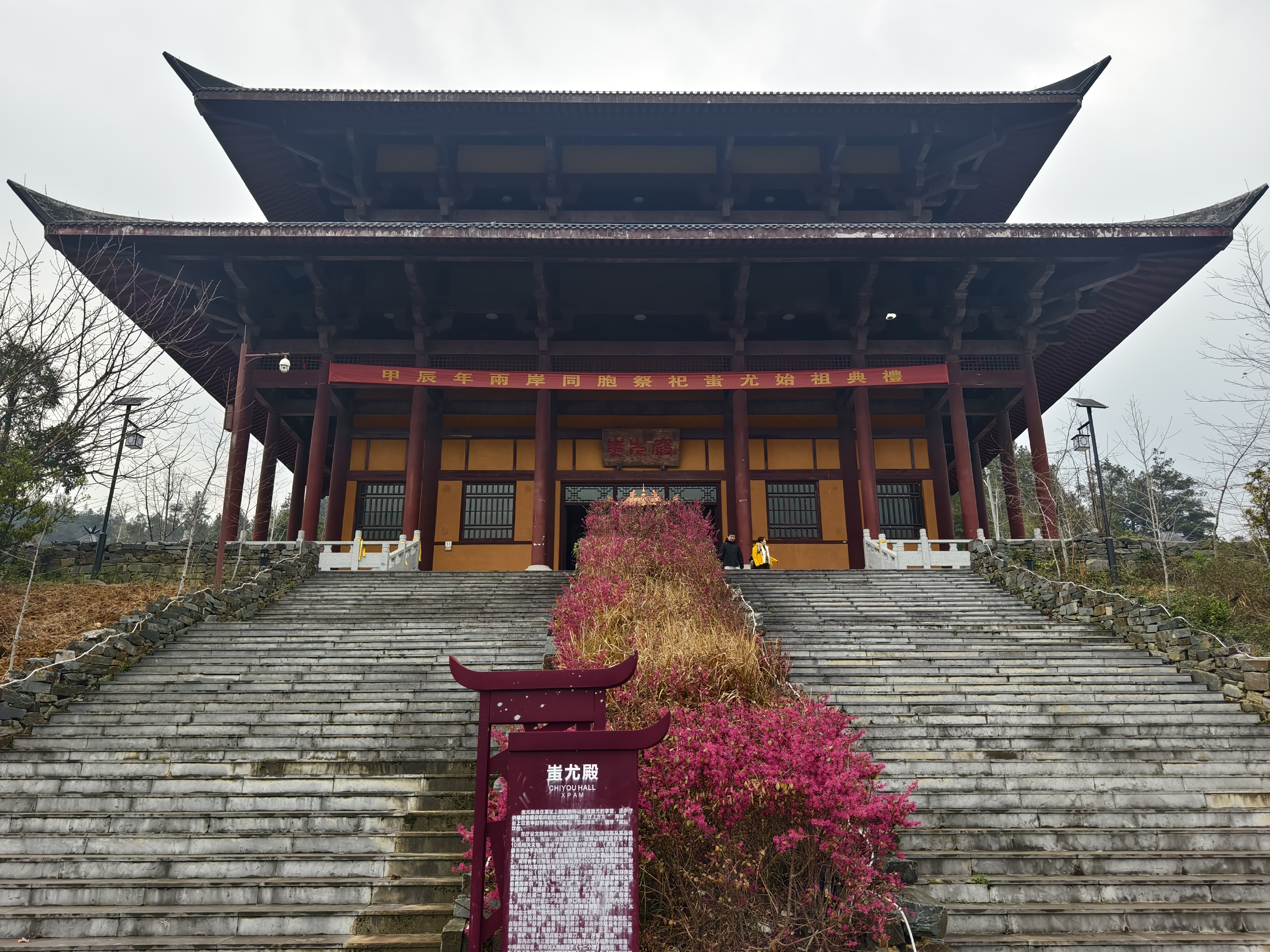
蚩尤殿

大熊山国有林场又称大熊山林场，位于湖南省娄底市新化县北部的大熊山，距新化县城62公里。此处国有林场与大熊山国家森林公园管理处为两块牌子、一套班子。所在区域列为新化县的一个类似乡级单位。
1958年，建立大熊山国有林场。1992年10月，湖南省林业厅批准建立省级森林公园。2002年12月，国家林业局批准建立大熊山国家森林公园。2003年3月，成立大熊山国家森林公园管理处，为正科级单位，与大熊山国有林场实行两块牌子、一套班子管理。2011年5月，公园管理处升格为副处级事业单位。
大熊山国家森林公园总面积10900公顷，批复面积7623公顷，实际规划面积8102公顷，划分为蚩尤文化体验区、春姬峡谷观光区、九龙峰——大熊峰登山揽胜区、川岩江原始探险区、生态养生度假区、森林生态保护区六大功能区。

## 行政区划
国家统计局网站上，大熊山国有林场下辖以下地区：
礼中村、高丰村、桃塘村、锡溪村、大熊村、金坪村、九龙村和熊山村。